# 혹스: 욕망의 법칙
《혹스: 욕망의 법칙》(영어: The Hoax)은 2006년 공개된 미국의 코미디 드라마 영화이다. 라세 할스트룀이 연출하고, 리처드 기어 등이 출연하였다. 

## 출연진
- 리처드 기어
- 앨프리드 몰리나
- 마샤 게이 하든
- 호프 데이비스
- 쥘리 델피
- 스탠리 투치
- 일라이 월럭
- 크리스토퍼 에번 웰치
- 피터 맥로비
- 젤코 이바넥

## 기타 제작진
- 라인 제작: 앤서니 커태거스
- 미술: 마크 리커
- 의상: 데이비드 로빈슨